# Association fédérative nationale des étudiants universitaires scientifiques
 (novembre 2020).
Si vous disposez d'ouvrages ou d'articles de référence ou si vous connaissez des sites web de qualité traitant du thème abordé ici, merci de compléter l'article en donnant les références utiles à sa vérifiabilité et en les liant à la section « Notes et références ».
L’Association fédérative nationale des étudiants universitaires scientifiques (AFNEUS) est une association régie par la loi du 1er juillet 1901, créée en 1992 afin de regrouper les associations étudiantes en sciences à travers la France.
Elle a pour buts de :
- représenter et de défendre les droits et intérêts matériels et moraux, tant collectifs qu’individuels, des étudiants en sciences, et d’exprimer leur(s) position(s) sur tous les sujets les concernant auprès des pouvoirs publics et de l’opinion,

- de représenter et de défendre les droits et intérêts des associations d’étudiants en sciences,

- de promouvoir les sciences et les études scientifiques en particulier auprès des étudiants et futurs étudiants,

- de contribuer au développement de toute action permettant de favoriser l’insertion professionnelle des étudiants en sciences,

- de promouvoir l’esprit d’association et de solidarité chez les étudiants en sciences.

L'AFNEUS est membre de la FAGE (Fédération des associations générales étudiantes).

## Représenter et défendre les étudiants
L'AFNEUS défend les intérêts matériels et moraux des associations étudiantes et des étudiants en sciences. Elle s'attache également à promouvoir et à développer la vie et les valeurs associatives dans les filières scientifiques. 
Les associations membres de l'AFNEUS bénéficient elles aussi du critère de représentativité. Celui-ci peut apporter dans certains cas un avantage aux associations en ce qui concerne l’obtention de locaux, de subventions ou pour être représenté dans certaines instances locales telles que la CSE (Commission sociale d'établissement).
De la même façon, de par son adhésion à la FAGE, l'AFNEUS fait bénéficier ses associations de divers avantages tels que des réductions à la Sacem.
L'Afneus est représentée dans les instances et organisations suivantes :
- Association pour favoriser l’insertion professionnelle des jeunes diplômés (AFIJ)
- Commission armée jeunesse (CAJ)
- Commission consultative nationale IUT (CCN IUT)
- Centre d'information et de documentation jeunesse (CIDJ)
- Comité pour les relations nationales et internationales des associations de jeunesse et d'éducation populaire (CNAJEP)
- Conseil national de l'enseignement supérieur et de la recherche (CNESER)
- Centre national des œuvres universitaires et scolaires (CNOUS)
- Conseil national du sport universitaire (CNSU)
- Conseil permanent de la jeunesse (CPJ)
- Conseil supérieur de l'éducation (CSE)
- European students union (ESU)
- Observatoire national de la sécurité des établissements scolaires et d’enseignement supérieur
- Office national d'information sur les enseignements et les professions (ONISEP)
- Observatoire national de la vie étudiante (OVE)

## Développer une réflexion scientifique
L'AFNEUS suscite et organise la réflexion des étudiants en sciences. Ainsi depuis 1999, l'AFNEUS lutte contre la désaffection des études scientifiques en participant et en organisant des rencontres nationales pour échanger des réflexions sur le sujet. Cela donna lieu à l’édition d’un premier rapport en 2001, d'un second en 2005 et d'un troisième en 2009.
L'AFNEUS est aussi particulièrement attentive à l’application de l’harmonisation européenne des diplômes (réforme LMD) et son évolution. Elle est, dans ce cadre, porteuse d'un projet ambitieux sur l'avenir des licences en sciences et technologie. 
L'AFNEUS a également présenté sa vision de l'enseignement supérieur scientifique et technologique français en juillet 2008 lors de son passage devant la commission Philip,. 
Des échanges réguliers ont également lieu avec l'association Promosciences, qui regroupe des enseignants-chercheurs de toute la France, afin de nourrir la réflexion des deux parties. Ces échanges ont donné lieu à l'occasion à des déclarations communes. Maxime Esbelin, président de l'AFNEUS 2009-2010 fut également le premier étudiant à être membre du conseil d'administration de Promosciences.
L'AFNEUS est également très attentive à l'insertion professionnelle des étudiants, et a travaillé lors d'un séminaire en octobre 2009 avec l'Association Nationale des Étudiants en STAPS (ANESTAPS) sur cette problématique.
Depuis 2009 l'AFNEUS travaille à la valorisation de l'image et la place des femmes dans les filières scientifiques. En mars 2010 le congrès de l'AFNEUS a porté sur ce thème, avec en point d'orge un colloque autour de Françoise Barré-Sinoussi, prix Nobel de médecine.

## Fédérer les associations étudiantes
L'AFNEUS fédère les associations d’étudiants en sciences et techniques. À ce titre, son rôle est de permettre aux représentants de ses associations membres de se connaitre et de se rencontrer. La volonté fédératrice de l'AFNEUS se traduit par l'organisation chaque année de deux événements d'envergure : le Congrès National des Étudiants en Sciences et le Séminaire National des Élus Étudiants en Sciences. De plus, le conseil d'administration de l'AFNEUS, composé des représentants des associations membres, se réunit régulièrement pour fixer la politique de la structure.
Fédérer les associations d’étudiants en sciences répond de plus à une logique de structuration du mouvement associatif scientifique pour lui permettre d’assurer sa continuité en compensant les problèmes liés au renouvellement rapide des responsables.

## Informer et former les représentants
L'AFNEUS diffuse des informations touchant à la culture scientifique et à l'enseignement supérieur, et réalise des formations aussi bien auprès des responsables associatifs que des élus étudiants scientifiques.
Les formations destinées aux responsables associatifs leur permettent de mieux assumer leurs responsabilités et d'être opérationnels plus rapidement. Celles destinées aux élus étudiants des conseils d’UFR et des conseils centraux (CA, CEVU et CS) leur permettent de mieux appréhender le fonctionnement des établissements, des conseils, et de mieux connaître leurs interlocuteurs. Cette politique de formation continue permet donc aux étudiants de mieux représenter et mieux défendre les étudiants.

## Les bureaux successifs de l'AFNEUS
| Période   | Président                               | Secrétaire Général                               | Premier Vice-Président                                         | Trésorier                          |
| --------- | --------------------------------------- | ------------------------------------------------ | -------------------------------------------------------------- | ---------------------------------- |
| 1992/1993 | Eric Gautier, Toulouse                  | Olivier Raeis, Strasbourg                        |                                                                |                                    |
| 1993/1994 | Eric Gautier, Toulouse                  | Bertrand Leroi, Tours                            |                                                                |                                    |
| 1995/1996 | Nicolas Husson, Orsay                   | Francois Xavier Martin, Tours                    |                                                                |                                    |
| 1996/1997 | Emmanuelle Morlet, Clermont-Ferrand     | Pierre Jarousse, Clermont Ferrand                |                                                                | Olivier Locard, Caen               |
| 1997/1998 | Ludovic Darouy, Bordeaux                | Corinne Wittmer, Strasbourg                      |                                                                |                                    |
| 1998/1999 | Floriane Franzin, Bordeaux              | Gilles Husson, Strasbourg                        | Florian Jacquemard, Strasbourg                                 |                                    |
| 1999/2000 | Damien Derouet, Angers                  | Christelle Le Gallo, Brest                       |                                                                |                                    |
| 2000/2001 | Christelle Le Gallo, Brest              | Virginie Paulus, Reims                           |                                                                |                                    |
| 2002/2003 | Miguel Bluteau, Angers                  | Aurore Massat, Toulouse                          | Thierry Lhermitte, Tourcoing                                   | Guilhem Boisard, Montpellier       |
| 2003/2004 | Clément Renaut, Reims                   | Marie-Shamala Chantal, Nantes                    | Aurore Massa, Toulouse                                         | Guilhem Boisard, Montpellier       |
| 2004/2005 | Clément Renaut, Reims                   | Ludovic Sery, Nantes                             | Laurence Bernt, Poitiers                                       | Christian Coulot, Tours            |
| 2005/2006 | Clément Renaut, Reims                   | Katell Troedec, Nantes                           | Tania Fourmy, Tours                                            |                                    |
| 2006/2007 | Arnaud Tarry, Strasbourg                | Nicolas Daniel, Nancy                            | Ahmed Trabelsi, Lyon                                           |                                    |
| 2007/2008 | Benjamin Oudin, Amiens                  | Charlotte Chauvineau, Rennes                     | Guillaume Debeneix, Cergy-Pontoise                             |                                    |
| 2008/2009 | Nicolas Daniel, Nancy                   | Damien Leprovost, Dijon                          | Pierre-Henri Prevost, Valenciennes                             |                                    |
| 2009/2010 | Maxime Esbelin, Strasbourg              | Gaëlle Auguste, Poitiers                         | Florent Gilles, Cergy-Pontoise                                 |                                    |
| 2010/2011 | Florent Gilles, Cergy-Pontoise          | Gaëlle Auguste, Poitiers                         | Julien de Conti, Lyon                                          |                                    |
| 2010/2011 | Amélie Riou, Nancy                      | Guilhem Lalanne, Lyon                            | Emilien Gorisse, Valenciennes                                  |                                    |
| 2011/2012 | Guilhem Lalanne, Lyon                   | Gaëlle Jovinel, Amiens puis Vincent Croon, Reims | Aloïs Dubois, Montpellier                                      | Luke Thomas, Lyon                  |
| 2012/2013 | Aloïs Dubois, Montpellier               | Cécile Guterl, Strasbourg                        | Hamid Saidi Nedjad, Strasbourg                                 | Benjamin Kreyenbihler, Strasbourg  |
| 2013/2014 | Hamid Saidi Nedjad, Strasbourg          | Agnès Saulnier, Nantes                           | Julien Gamba, Strasbourg                                       |                                    |
| 2014/2015 | Julien Gamba, Strasbourg                | Yohan Gerber, Strasbourg                         | Maxime Bobe Toularastel, Brest                                 | Paul Stys, Paris                   |
| 2015/2016 | Maxime Bobe Toularastel, Brest          | Alexandre Schneider, Besançon                    | Adrien Podevin, Nantes                                         | Alexandre Tiraboshi, Saint-Etienne |
| 2016/2017 | Adrien Podevin, Nantes                  | Emma Duboc, Brest                                | Antoine Le Roux, La Rochelle                                   |                                    |
| 2017/2018 | Adrien Podevin, Nantes                  | Nirupan Jeyakumar, Bobigny                       | Omar El Hamoui, Cergy                                          | Camille Monteil, Cergy Pontoise    |
| 2018/2019 | Guillaume Herrault, Poitiers            | Alban Durand, Montpellier                        | Elise Dupont, Rennes                                           | Eva Pouder, Brest                  |
| 2019/2020 | Sidonie Harouet Branchereau, Strasbourg | Marianne Dal, Brest                              | Clément Besnard Vauterin, Caen                                 | Baptiste Selin, Nantes             |
| 2020/2021 | Anne-Constance Macarez, Brest           | Emeline Mougeot, Strasbourg                      | Mallaury Jaouen, Brest                                         | Audrey Baumgartner, Brest          |
| 2021/2022 | Anaëlle Gateau, Paris                   | Rémi Zerna, Grenoble                             | Bérénice Bonnoron, Rouen                                       | Margaux Debrauwer, Nantes          |
| 2022/2023 | Coline Barré, Brest                     | Océane Lehmann, Tours                            | Laura Nunes, Tours                                             | Laura Pluot, Strasbourg            |
| 2023/2024 | Coline Barré, Brest                     | Hugo Nivez, Brest                                | Laura Nunes, Tours                                             | Louise Beucher, Angers             |
| 2024/2025 | Stanislas Donayan, Rouen                | Wallis Leclerc, Strasbourg                       | Caroline Knab, Strasbourg (1ère VP) Hugo Nivez, Toulouse (VPG) | Thomas Hugard, Brest               |